# Syllis hyperioni
Syllis hyperioni är en ringmaskart som beskrevs av Dorsey och Eugenie Phillips-Rodriguez 1987. Syllis hyperioni ingår i släktet Syllis, och familjen Syllidae. Inga underarter finns listade.